# Un homme et deux femmes (film)
Pour les articles homonymes, voir Un homme et deux femmes.
Pour plus de détails, voir Fiche technique et Distribution.
Un homme et deux femmes est une comédie dramatique française sortie en 1991 et réalisée par Valérie Stroh. Il s'agit d'une adaptation de trois nouvelles de Doris Lessing publiées en 1963, Un homme et deux femmes, L’un, l’autre et Notre amie Judith.

## Fiche technique
Sauf indication contraire, les informations mentionnées dans cette section peuvent être confirmées par la base de données cinématographiques Unifrance,  présente dans la section « Liens externes ».
- Titre original : Un homme et deux femmes
- Réalisateur : Valérie Stroh
- Scénario : Valérie Stroh, René Féret, d'après trois nouvelles de Doris Lessing publiées en 1963
- Producteur : René Féret
- Photographie : Peter Suschitzky
- Montage : Charlotte Fauvel
- Musique : Evelyne Stroh
- Décors : Georges Stoll
- Costumes : Barbara Kidd
- Société de production : Les Films Alyne, France 2 Cinéma, Société Générale de Gestion Cinématographique, Selena Audiovisuel
- Sociétés de distribution : Acteurs Auteurs Associés, Wide
- Pays de production :  France
- Langue de tournage : français
- Format : couleur - 35 mm
- Genre : comédie dramatique
- Durée : 90 minutes (1h30)
- Date de sortie :	
  - France : 30 octobre 1991

## Distribution
- Valérie Stroh : Martha / Anne / Freda / Judith
- Lambert Wilson : Dr. Paul Baudoin
- Diane Pierens : Brigitte
- Olivia Brunaux : Sylvia
- Noémie Stroh : la fille de Martha
- Clotilde de Bayser : Marianne
- Jean-Yves Berteloot : Charles, le mari de Freda
- Janine Darcey : la tante de Marianne
- Patricia Dinev : Isabelle
- Yan Epstein : Pierre
- David Fowler : le professeur Adam
- Margaret Goldie : la deuxième tante de Marianne
- Dominic Gould : l'Américain
- Julie Jézéquel : Agnès
- Alessandro Lenzine : Michele
- Claire Mises : la Belge
- Philippe Peltier : le vétérinaire
- Jean Rouzaud : l'architecte parisien
- Évelyne Stroh : la pianiste
- Giorgia Trasselli : Mme Rineiri
- Leonardo Treviglio : Luigi, le barbier
- Michael Vartan : Fred

## Tournage
Le tournage du film a débuté le 20 août 1990 à Lille puis sur l'île d'Elbe.